# Piper pseudonigrum
Piper pseudonigrum är en pepparväxtart som beskrevs av K.C. Velayudhan & V.A. Amalraj. Piper pseudonigrum ingår i släktet Piper och familjen pepparväxter. Inga underarter finns listade i Catalogue of Life.